# Muwatalli Ier
Muwatalli ier est un roi hittite du milieu du XVe siècle av. J.-C.